# Stefanie Clausen
Anna Stefanie Nanny Fryland Clausen (Copenhaguen, 1 d'abril de 1900 – Karlebo, Fredensborg, 2 d'agost de 1981) va ser una saltadora danesa que va competir a començaments del segle xx.
El 1920 va prendre part en els Jocs Olímpics d'Anvers, on va disputar la prova de palanca des de 10 metres del programa de salts. En aquesta prova guanyà la medalla d'or, per davant de Beatrice Armstrong i Eva Olliwier, que completaren el podi.